# Чемпіонат Європи з футболу 2016 (кваліфікаційний раунд, група G)
Матчі Групи G кваліфікаційного раунду Євро-2016 тривали з вересня 2014 по жовтень 2015. Путівки на турнір здобули збірні Австрії та Росії, а збірній Швеції необхідно зіграти в матчах плей-оф для можливості участі в Євро.
| М  | Команда     | І  | В | Н | П | МЗ | МП | РМ  | О  |
| -- | ----------- | -- | - | - | - | -- | -- | --- | -- |
| 1. | Австрія     | 10 | 9 | 1 | 0 | 22 | 5  | +17 | 28 |
| 2. | Росія       | 10 | 6 | 2 | 2 | 21 | 5  | +16 | 20 |
| 3. | Швеція      | 10 | 5 | 3 | 2 | 15 | 9  | +6  | 18 |
| 4. | Чорногорія  | 10 | 3 | 2 | 5 | 10 | 13 | −3  | 11 |
| 5. | Ліхтенштейн | 10 | 1 | 2 | 7 | 2  | 26 | −24 | 5  |
| 6. | Молдова     | 10 | 0 | 2 | 8 | 4  | 16 | −12 | 2  |

## Матчі
| 8 вересня 2014 18:00 (20:00 UTC+4) |

| Росія                                                             | 4 – 0           | Ліхтенштейн |
| ----------------------------------------------------------------- | --------------- | ----------- |
| M. Бухель 4' (аг) Бургмаєр 50' (аг) Комбаров 54' (пен.) Дзюба 65' | Протокол(англ.) |             |

| Арена Хімки, Хімки Глядачів: 11 236 Арбітр: Себастьян Делферейре (Бельгія) |

| 8 вересня 2014 20:45 (20:45 UTC+2) |

| Австрія         | 1 – 1           | Швеція     |
| --------------- | --------------- | ---------- |
| Алаба 7' (пен.) | Протокол(англ.) | Зенгін 12' |

| Ернст-Гаппель-Штадіон, Відень Арбітр: Павел Краловець (Чехія) |

| 8 вересня 2014 20:45 (20:45 UTC+2) |

| Чорногорія                  | 2 – 0           | Молдова |
| --------------------------- | --------------- | ------- |
| Вучинич 45+3' Томашевич 73' | Протокол(англ.) |         |

| Стадіон под Горіцом, Подгориця Глядачів: 48 500 Арбітр: Олексій Кульбаков (Білорусь) |

| 9 жовтня 2014 20:45 (20:45 UTC+2) |

| Ліхтенштейн | 0 – 0           | Чорногорія |
| ----------- | --------------- | ---------- |
|             | Протокол(англ.) |            |

| Райнпарк, Вадуц Глядачів: 2 790 Арбітр: Саймон Лі Еванс (Уельс) |

| 9 жовтня 2014 20:45 (21:45 UTC+3) |

| Молдова          | 1 – 2           | Австрія                   |
| ---------------- | --------------- | ------------------------- |
| Дедов 27' (пен.) | Протокол(англ.) | Алаба 12' (пен.) Янко 51' |

| Зімбру, Кишинів Глядачів: 8 500 Арбітр: Жорже Соуза (Португалія) |

| 9 жовтня 2014 20:45 (20:45 UTC+2) |

| Швеція       | 1 – 1           | Росія       |
| ------------ | --------------- | ----------- |
| Тойвонен 49' | Протокол(англ.) | Кокорін 10' |

| Френдс-Арена, Сульна Глядачів: 49 023 Арбітр: Нікола Ріццолі (Італія) |

| 12 жовтня 2014 18:00 (18:00 UTC+2) |

| Австрія    | 1 – 0           | Чорногорія |
| ---------- | --------------- | ---------- |
| Окотьє 24' | Протокол(англ.) |            |

| Ернст-Гаппель-Штадіон, Відень Глядачів: 44 200 Арбітр: Бас Нейхейс (Нідерланди) |

| 12 жовтня 2014 18:00 (20:00 UTC+4) |

| Росія            | 1 – 1           | Молдова     |
| ---------------- | --------------- | ----------- |
| Дзюба 73' (пен.) | Протокол(англ.) | Єпуряну 74' |

| Откритіє Арена, Москва Глядачів: 42 000 Арбітр: Крістінн Якобссон (Ісландія) |

| 12 жовтня 2014 20:45 (20:45 UTC+2) |

| Швеція                | 2 – 0           | Ліхтенштейн |
| --------------------- | --------------- | ----------- |
| Зенгін 34' Дурмаз 46' | Протокол(англ.) |             |

| Френдс-Арена, Сульна Глядачів: 22 528 Арбітр: Гедимінас Мазейка (Литва) |

| 15 листопада 2014 18:00 (18:00 UTC+1) |

| Австрія   | 1 – 0           | Росія |
| --------- | --------------- | ----- |
| Окоті 73' | Протокол(англ.) |       |

| Ернст-Гаппель-Штадіон, Відень Глядачів: 47 500 Арбітр: Мартін Аткінсон (Англія) |

| 15 листопада 2014 18:00 (19:00 UTC+2) |

| Молдова | 0 – 1           | Ліхтенштейн  |
| ------- | --------------- | ------------ |
|         | Протокол(англ.) | Бургмаєр 74' |

| Зімбру, Кишинів Глядачів: 6 843 Арбітр: Маттіас Гестраніус (Фінляндія) |

| 15 листопада 2014 20:45 (20:45 UTC+1) |

| Чорногорія         | 1 – 1           | Швеція         |
| ------------------ | --------------- | -------------- |
| Йоветич 80' (пен.) | Протокол(англ.) | Ібрагімович 9' |

| Стадіон под Горіцом, Подгориця Глядачів: 15 000 Арбітр: Вільям Каллам (Шотландія) |

| 27 березня 2015 20:45 (20:45 UTC+1) |

| Ліхтенштейн | 0 – 5           | Австрія                                                     |
| ----------- | --------------- | ----------------------------------------------------------- |
|             | Протокол(англ.) | Гарнік 14' Янко 16' Алаба 59' Юнузович 74' Арнаутович 90+3' |

| Райнпарк, Вадуц Арбітр: Фелікс Цваєр (Німеччина) |

| 27 березня 2015 20:45 (21:45 UTC+2) |

| Молдова | 0 – 2           | Швеція                      |
| ------- | --------------- | --------------------------- |
|         | Протокол(англ.) | Ібрагімович 46', 84' (пен.) |

| Зімбру, Кишинів Арбітр: Іван Бебек (Хорватія) |

| 27 березня 2015 20:45 (20:45 UTC+1) |

| Чорногорія | 0 – 3           | Росія |
| ---------- | --------------- | ----- |
|            | Протокол(англ.) |       |

| Стадіон под Горіцом, Подгориця Арбітр: Деніц Айтекін (Німеччина) |

| 14 червня 2015 18:00 (18:00 UTC+2) |

| Ліхтенштейн | 1 – 1           | Молдова  |
| ----------- | --------------- | -------- |
| Вісер 20'   | Протокол(англ.) | Богю 43' |

| Райнпарк, Вадуц Арбітр: Лібор Коваржик (Чехія) |

| 14 червня 2015 18:00 (19:00 UTC+3) |

| Росія | 0 – 1           | Австрія  |
| ----- | --------------- | -------- |
|       | Протокол(англ.) | Янко 33' |

| Відкриття Арена, Москва Арбітр: Милорад Мажич (Сербія) |

| 14 червня 2015 20:45 (20:45 UTC+2) |

| Швеція                        | 3 – 1           | Чорногорія            |
| ----------------------------- | --------------- | --------------------- |
| Берг 37' Ібрагімович 40', 44' | Протокол(англ.) | Дам'янович 64' (пен.) |

| Френдс-Арена, Сульна Глядачів: 32 224 Арбітр: Гюсейн Геджек (Туреччина) |

| 5 вересня 2015 18:00 (19:00 UTC+3) |

| Росія     | 1 – 0           | Швеція |
| --------- | --------------- | ------ |
| Дзюба 38' | Протокол(англ.) |        |

| Відкриття-Арена, Москва Арбітр: Марк Клаттенбург (Англія) |

| 5 вересня 2015 20:45 (20:45 UTC+2) |

| Австрія      | 1 – 0           | Молдова |
| ------------ | --------------- | ------- |
| Юнузович 52' | Протокол(англ.) |         |

| Ернст-Гаппель-Штадіон, Відень Арбітр: Александар Ставрев (Македонія) |

| 5 вересня 2015 20:45 (20:45 UTC+2) |

| Чорногорія              | 2 – 0           | Ліхтенштейн |
| ----------------------- | --------------- | ----------- |
| Бечирай 38' Йоветич 56' | Протокол(англ.) |             |

| Стадіон под Горіцом, Подгориця Глядачів: 0 Арбітр: Хав'єр Естрада Фернандес (Іспанія) |

| 8 вересня 2015 20:45 (20:45 UTC+2) |

| Ліхтенштейн | 0 – 7           | Росія                                                              |
| ----------- | --------------- | ------------------------------------------------------------------ |
|             | Протокол(англ.) | Дзюба 21', 45', 73', 90' Кокорін 40' (пен.) Смолов 77' Дзагоєв 85' |

| Райнпарк, Вадуц Арбітр: Боббі Мадден (Шотландія]) |

| 8 вересня 2015 20:45 (21:45 UTC+3) |

| Молдова | 0 – 2           | Чорногорія             |
| ------- | --------------- | ---------------------- |
|         | Протокол(англ.) | Савич 9' Раку 65' (аг) |

| Зімбру, Кишинів Арбітр: Себастьян Делферейре (Бельгія) |

| 8 вересня 2015 20:45 (20:45 UTC+2) |

| Швеція            | 1 – 4           | Австрія                                  |
| ----------------- | --------------- | ---------------------------------------- |
| Ібрагімович 90+1' | Протокол(англ.) | Алаба 9' (пен.) Гарнік 38', 88' Янко 77' |

| Френдс-Арена, Сульна Арбітр: Карлос Веласко Карбальйо (Іспанія) |

| 9 жовтня 2015 20:45 (20:45 UTC+2) |

| Ліхтенштейн | 0 – 2           | Швеція                   |
| ----------- | --------------- | ------------------------ |
|             | Протокол(англ.) | Берг 18' Ібрагімович 55' |

| Райнпарк, Вадуц Арбітр: Ліран Ліані (Ізраїль) |

| 9 жовтня 2015 20:45 (21:45 UTC+3) |

| Молдова      | 1 – 2           | Росія                   |
| ------------ | --------------- | ----------------------- |
| Чеботару 85' | Протокол(англ.) | Ігнашевич 58' Дзюба 78' |

| Зімбру, Кишинів Арбітр: Міхалос Кукулакіс (Греція) |

| 9 жовтня 2015 20:45 (20:45 UTC+2) |

| Чорногорія              | 2 – 3           | Австрія                                |
| ----------------------- | --------------- | -------------------------------------- |
| Вучинич 32' Бечирай 68' | Протокол(англ.) | Янко 55' Арнаутович 81' Забітцер 90+2' |

| Стадіон под Горіцом, Подгориця Арбітр: Даніеле Орсато (Італія) |

| 12 жовтня 2015 18:00 (18:00 UTC+2) |

| Австрія                      | 3 – 0           | Ліхтенштейн |
| ---------------------------- | --------------- | ----------- |
| Арнаутович 12' Янко 54', 57' | Протокол(англ.) |             |

| Ернст-Гаппель-Штадіон, Відень Арбітр: Мирослав Зелінка (Чехія) |

| 12 жовтня 2015 18:00 (19:00 UTC+3) |

| Росія                          | 2 – 0           | Чорногорія |
| ------------------------------ | --------------- | ---------- |
| Кузьмін 33' Кокорін 37' (пен.) | Протокол(англ.) |            |

| Откритіє Арена, Москва Арбітр: Свен Оддвар Моен (Норвегія) |

| 12 жовтня 2015 18:00 (18:00 UTC+2) |

| Швеція                     | 2 – 0           | Молдова |
| -------------------------- | --------------- | ------- |
| Ібрагімович 24' Зенгін 48' | Протокол(англ.) |         |

| Френдс-Арена, Сульна Арбітр: Лука Банті (Італія) |

## Тур за туром
| Команда / Тур | 01 | 02 | 03 | 04 | 05 | 06 | 07 | 08 | 09 | 10 |
| ------------- | -- | -- | -- | -- | -- | -- | -- | -- | -- | -- |
| Австрія       | 4  | 3  | 1  | 1  | 1  | 1  | 1  | 1  | 1  | 1  |
| Росія         | 1  | 1  | 2  | 3  | 3  | 3  | 3  | 2  | 2  | 2  |
| Швеція        | 3  | 4  | 3  | 2  | 2  | 2  | 2  | 3  | 3  | 3  |
| Чорногорія    | 2  | 2  | 4  | 4  | 4  | 4  | 4  | 4  | 4  | 4  |
| Ліхтенштейн   | 6  | 5  | 6  | 5  | 5  | 5  | 5  | 5  | 5  | 5  |
| Молдова       | 5  | 6  | 5  | 6  | 6  | 6  | 6  | 6  | 6  | 6  |

## Найкращі бомбардири
8 голів
- Артем Дзюба
- Златан Ібрагімович

7 голів
- Марк Янко

4 голи
- Давід Алаба

3 голи
- Марко Арнаутович
- Мартін Гарнік
- Олександр Кокорін
- Еркан Зенгін

## Виноски
1. ↑  Матч між Чорногрією призупинений на 67-й хвилині за рахунку 0:0, через те, що у російських футболістів було влучено предметом з трибун. До цього, на першій хвилині гри, в Ігора Акінфєєва влучив фаєр[1]. 8 квітня Дисциплінарний комітет УЄФА зарахував збірній Чорногорії технічну поразку з рахунком 0:3[2].